# Llangrannog
Llangrannog (autrement Llangranog) est un petit village côtier et une station balnéaire du Ceredigion, au pays de Galles, situé à une dizaine de kilomètres au sud de New Quay .

## Géographie

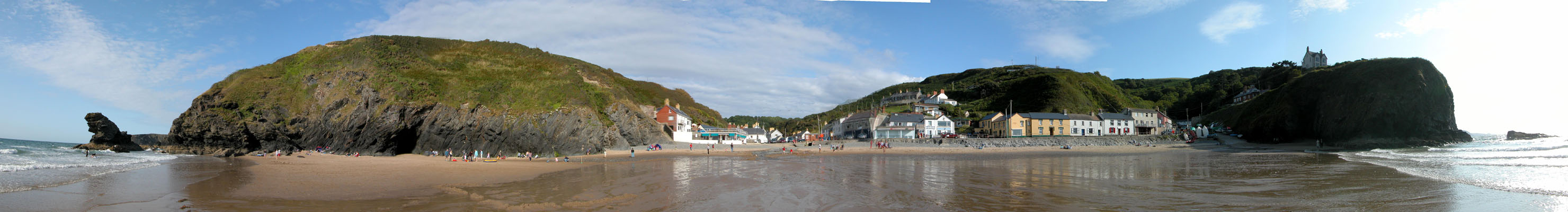
Panorama du village vu depuis la plage.

Carte de localisation de Llangrannog

Selon le recensement britannique de 2001, la population de Llangrannog était alors de 796 personnes. En outre, le recensement révèle que 51,8 % de la population parle le gallois couramment, avec le pourcentage le plus élevé de locuteurs étant dans le groupe d'âge 15-19 ans, où 100 % sont capables de parler gallois.
Le village se trouve dans l'étroite vallée de la petite rivière Hawen, qui tombe comme une cascade près du centre du bourg.
L'économie du village est maintenant dominée par le tourisme balnéaire.

## Histoire

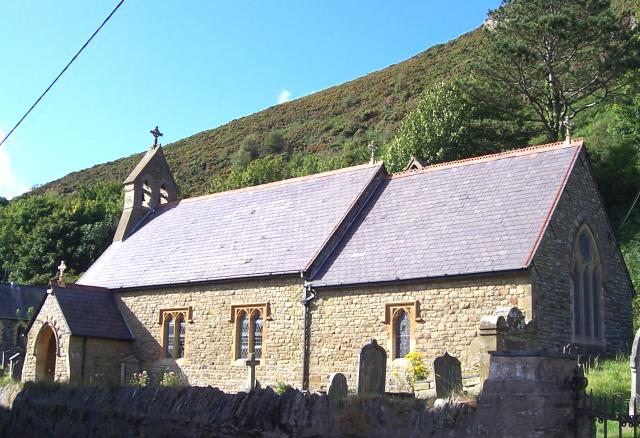
L'église Saint-Crannog à Llangrannog

Les premières parties du village (la « ville-église ») sont au-dessus de la cascade et sont cachés par un méandre de la vallée de sorte qu'ils ne peuvent pas être vus de la mer, ce qui protégeait le village des pilleurs venus de la mer, comme les Vikings et les Irlandais. Après le milieu du XVIIIe siècle, la mer est devenue plus sûre et un « village de la plage » et de petits ports maritimes se sont développés. En 1825 Llangrannog a une activité commerciale axée surtout sur la mer, y compris l'expédition de charbon. Un certain nombre de navires ont été construits sur le sable, le plus important étant la Ann Catherine un brick de 211 tonneaux. L'extension récente, surtout dans les années 1960, a transformé Llangrannog en « village ruban » reliant l'ancien village et l'église à la plage ainsi qu'une extension du village sur les pentes sud de la vallée.
L'église est dédiée à Caranog, fils de Corun et de Caredig Cunedda, un saint du VIe siècle, fondateur de plusieurs églises du Pays de Galles. Il se compose d'une nef et d'un chœur reliés par un arc brisé. De chaque côté de l'entrée du chœur est un banc d'ornement. Celui de gauche porte la date de 1674 et appartenait à Pigeonsford, un château local. Celui de droite est daté de 1718 et appartenait à Moel Ivor et Cwmowen.

## Monuments et sites
- L'église Saint-Crannog (St Crannogs Chuch), fondée par saint Crannog (saint Caradec)